# Parafia św. Michała Archanioła w Dębowie
Parafia św. Michała Archanioła w Dębowie – rzymskokatolicka parafia w dekanacie Nakło diecezji bydgoskiej. Została utworzona w 1372 r.

## Zasięg parafii
Do parafii należą wierni z miejscowości: Broniewo, Dębionek, Dębowo, Małocin i Śmielin.